# Parafia św. Mikołaja w Niezabyszewie
Parafia świętego Mikołaja w Niezabyszewie – parafia rzymskokatolicka, znajdująca się w diecezji pelplińskiej, w dekanacie Bytów.